# Lidi van Mourik Broekman
Aleida Cornelia Lidi Buma-van Mourik Broekman (* 20. Juni 1917 in Zürich; † 21. Dezember 2015 in Nijmegen) war eine niederländische Bildhauerin und Malerin.

## Leben und Werk

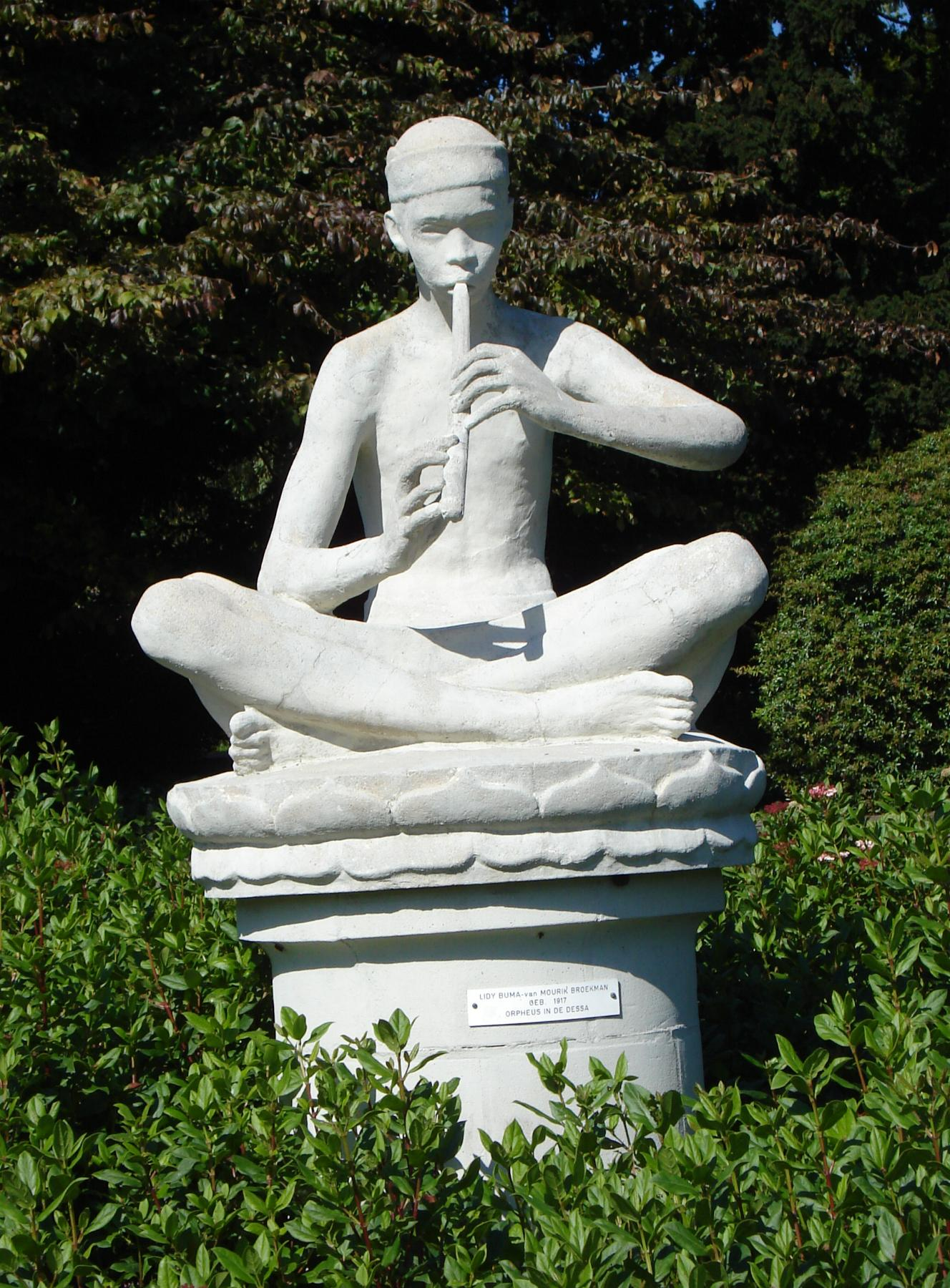
Flötenspieler, 1942

Lidi van Mourik Broekman wurde am 20. Juni 1917 in Zürich geboren. Sie war die Tochter des Bauingenieurs und Professors Gerrit Hendrik van Mourik Broekman (1875–1948) und ihre Schwester war die Malerin Cootje Horst  (1920–1992). Sie wuchs in einer künstlerischen Familie auf und fing in jungen Jahren an zu zeichnen. Nach der Beendigung der Schulausbildung studierte sie zwei Jahre Architektur an der Technische Universität Delft. Da sie ein großes Talent als Bildhauerin besaß, wurde sie als Schülerin von Albert Termote aufgenommen. Ausgebildet wurde sie an der Koninklijke Academie van Beeldende Kunsten in Den Haag. Sie arbeitete 1940 für den Architekten Frits Eschauzier und ihr erster großer Auftrag war die Fassadendekoration einer Villa in Scheveningen. Die Villa wurde im Krieg zerstört, erhalten sind nur einige Fotos des Werks. 1942 erhielt sie in Den Haag den zweiten Preis für die Skulptur „Der Flötenspieler“, die im Zuiderpark aufgestellt wurde. Da sie sich weigerte, in die durch die deutschen Besatzer eingeführte „Kulturkammer“ beizutreten, musste sie aufhören, als Bildhauerin tätig zu sein.
Ihre Arbeit konnte sie nach dem Zweiten Weltkrieg wieder aufnehmen. Sie schuf das erste offizielle Kriegsdenkmal der Niederlande. Es war der aus Bronze gegossene „Mann vor dem Erschießungskommando“. Er wurde 1947 in Südlaren enthüllt und war richtungsweisend für die vielen ähnlichen Denkmäler, die später in den Niederlanden aufgestellt wurden. Es folgten weitere Aufträge, wie eine in Stein gemeißelte Büste von Königin Juliana und eine Bronzestatue von Prinzessin Marijke.
Van Mourik Broekman war Mitglied der Künstlervereinigung Pulchri Studio und der Brabantse Kunststichting in Tilburg. Sie war auch als Malerin tätig und mit Justus Teije Just Buma verheiratet.
Lidi Buma-Van Mourik Broekman starb am 21. Dezember 2015 in Nijmegen.

## Werke (Auswahl)
- „Der Flötenspieler“ auch genannt „Orpheus in de Dessa“, 1942 Den Haag
- Porträtbüste von Willem Schermerhorn Premierminister der Niederlande
- Widerstandsdenkmal Zuidlaren, 1947
- Kriegerdenkmal Borger, 1947
- Kriegerdenkmal Vlagtwedde, 1950
- Kriegerdenkmal Weesp, 1955
- Skulpturengrupper Mutter mit Kindern, für die Erste Niederländische Versicherungsgesellschaft, Den Haag

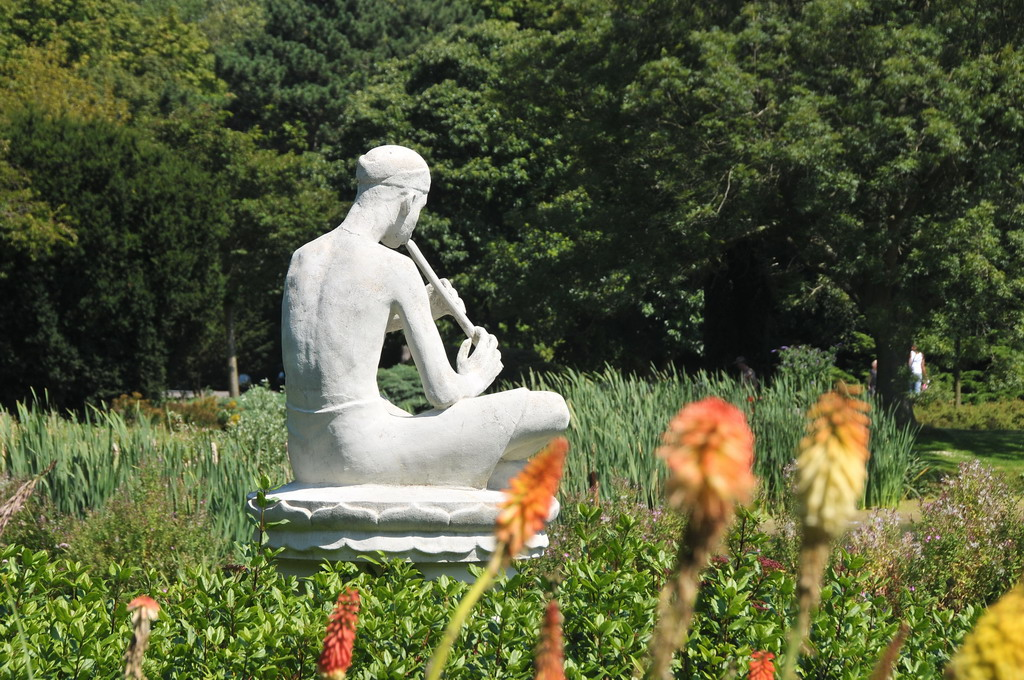
Der Flötenspieler
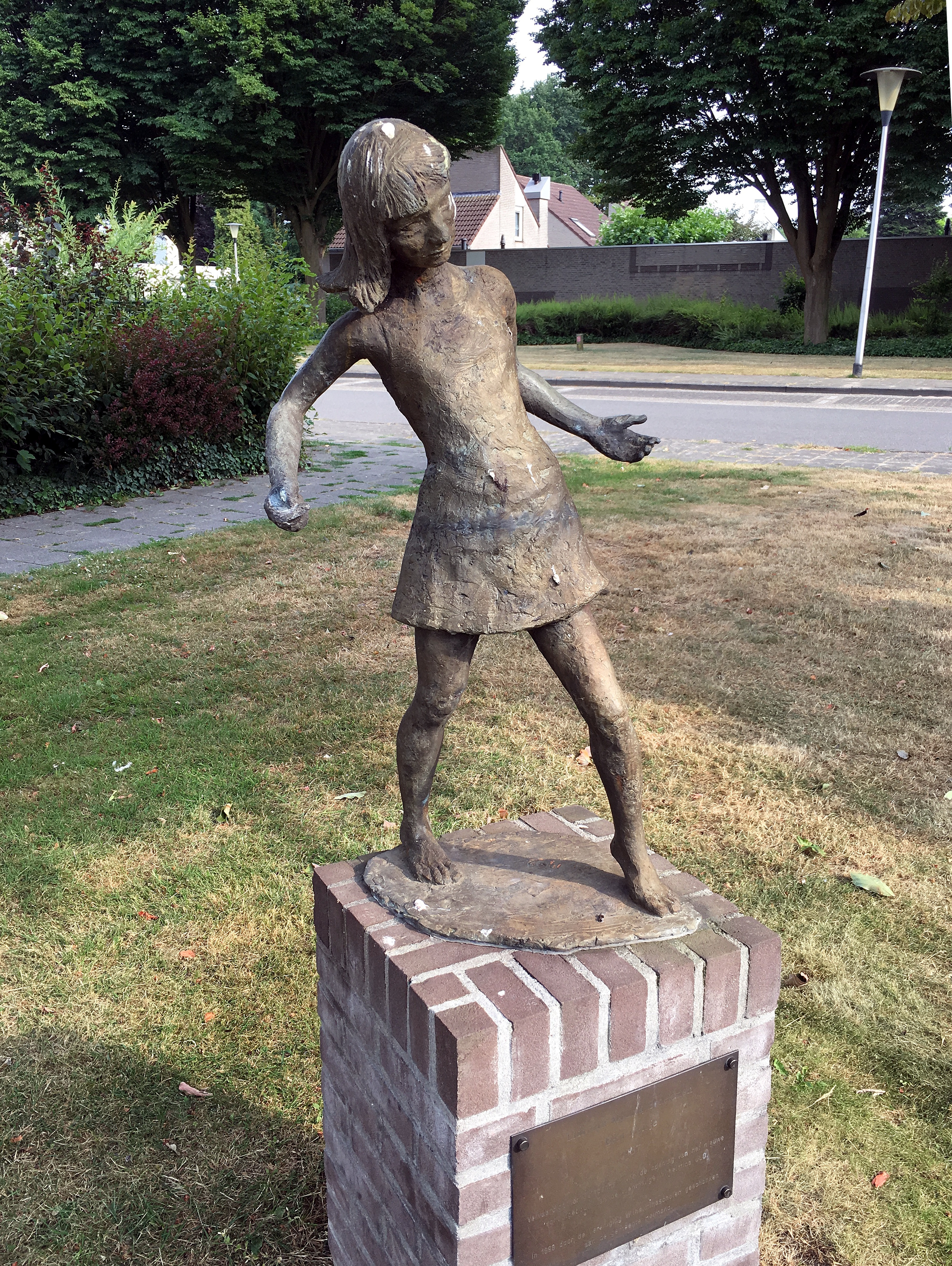
Mädchen
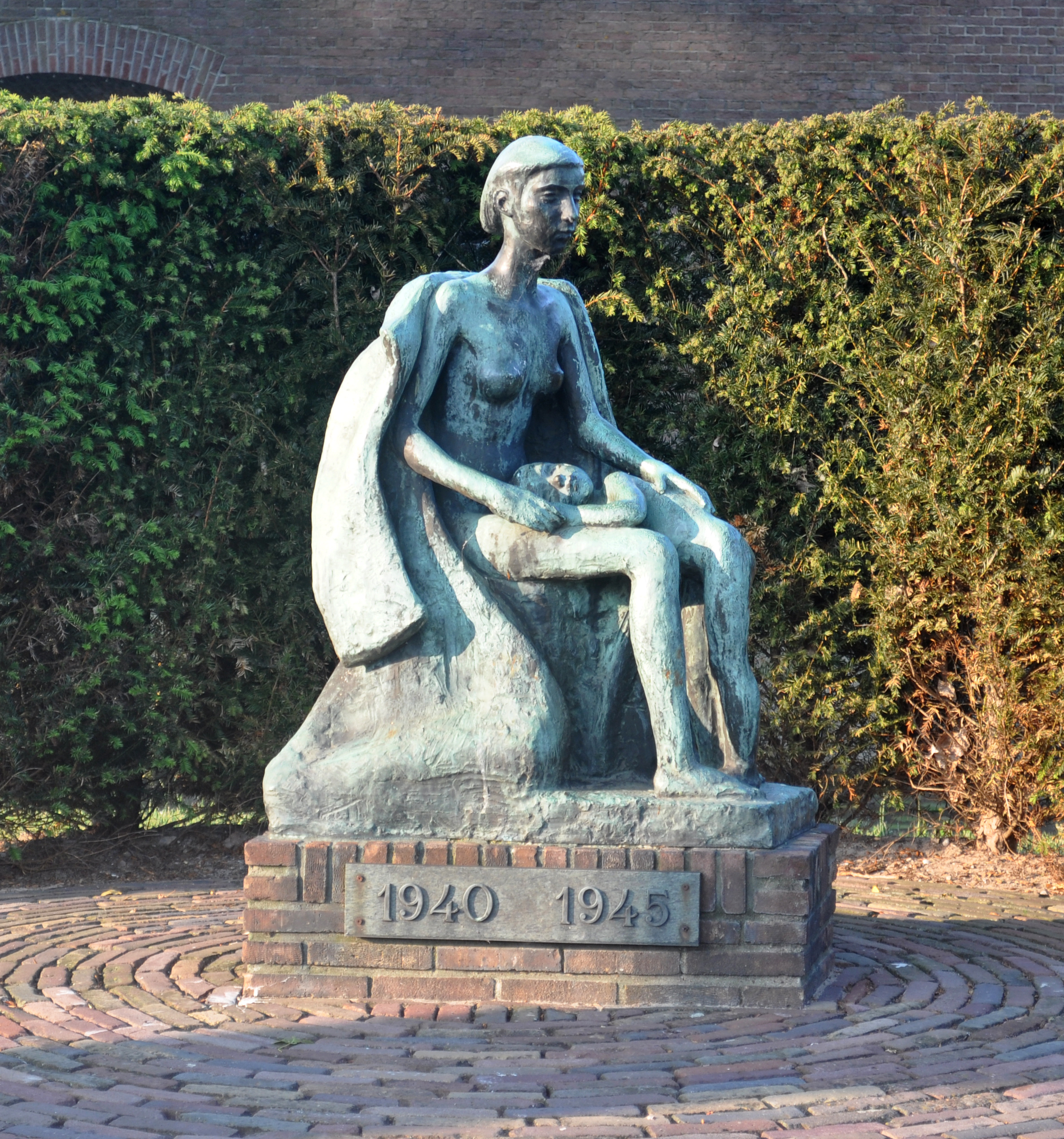
Witwe mit Kind, Kriegerdenkmal Ossenmarkt Weesp
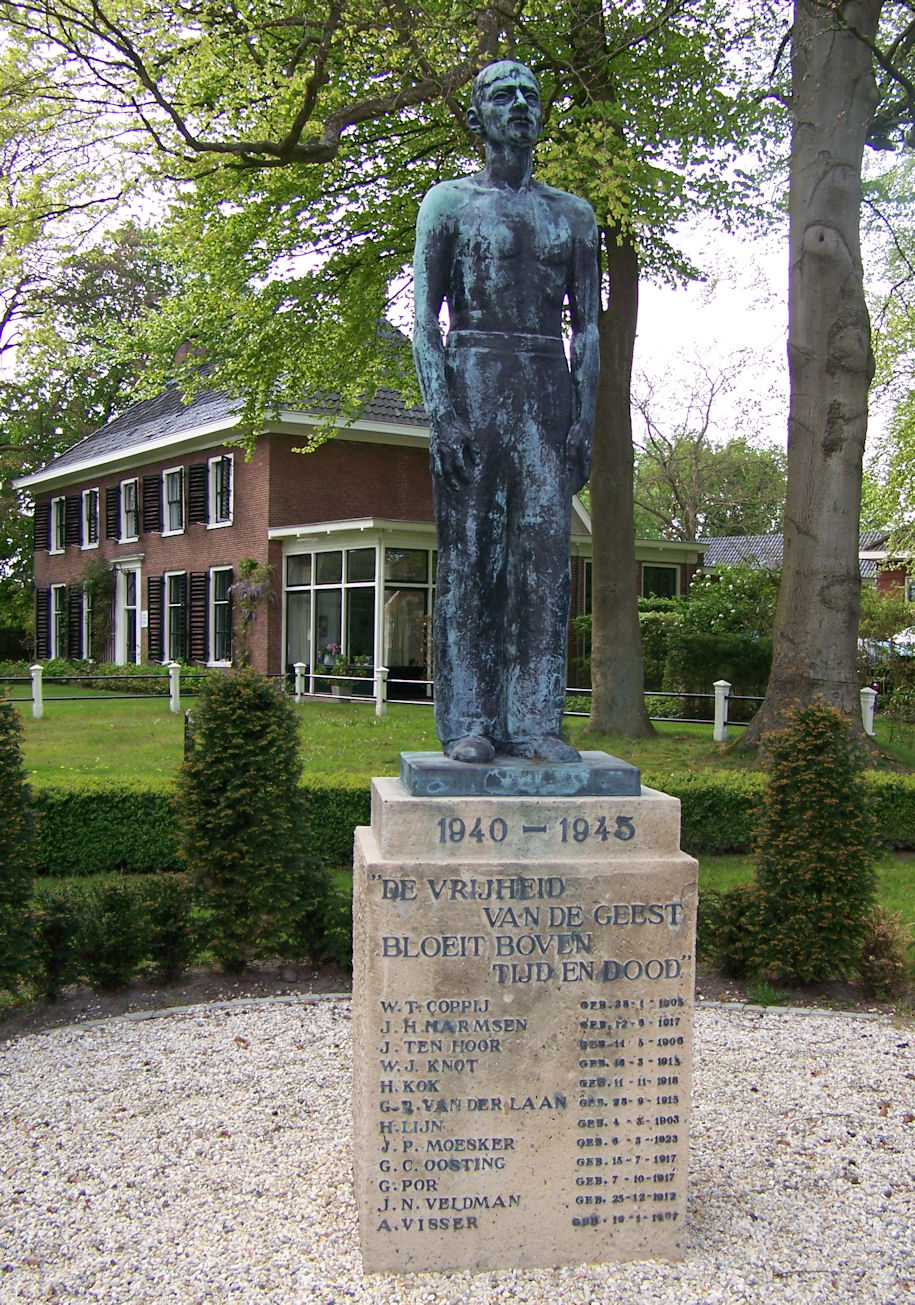
Widerstandsdenkmal Zuidlaren